# Sancheong
Der Landkreis Sancheong (kor.: 산청군, Sancheong-gun) befindet sich in der Provinz Gyeongsangnam-do. Der Verwaltungssitz befindet sich in der Stadt Sancheong-eup. Der Landkreis hatte eine Fläche von 795 km² und eine Bevölkerung von 36.025 Einwohnern im Jahr 2019.

Lage des Landkreises in Südkorea